# 于比高-瓦伦布吕克
于比高-瓦伦布吕克（德語：Uebigau-Wahrenbrück）是德国勃兰登堡州的市镇，隶属于易北-埃尔斯特县，总面积为135.61平方千米，截至2020年总人口为5245人。